# Arthritis Research & Therapy
Arthritis Research & Therapy, abgekürzt Arthritis Res. Ther., ist eine wissenschaftliche Fachzeitschrift, die vom Biomed Central-Verlag nach dem Open-Access-Modell veröffentlicht wird. Die Zeitschrift erscheint mit sechs Ausgaben im Jahr. Es werden Arbeiten veröffentlicht, die sich mit Arthritis oder Rheuma beschäftigen.
Der Impact Factor des Journals lag im Jahr 2014 bei 3,753. Nach der Statistik des ISI Web of Knowledge wird das Journal mit diesem Impact Factor in der Kategorie Rheumatologie an neunter Stelle von 32 Zeitschriften geführt.